# Хеленбург фон Глайхен-Тона
Хеленбург фон Глайхен-Тона (на немски: Helenburg von Gleichen-Tonna: † сл. 1188) е графиня от Глайхен-Тона и чрез женитба графиня на Байхлинген.

## Произход
Тя е дъщеря на граф Ернст I фон Глайхен-Тона († 1151/1152). Сестра е на Ервин II фон Глайхен († 1192) и Ернст II фон Глайхен († 1170 обезглавен).
Фамилията ѝ е роднина с херцозите на Брауншвайг-Люнебург.

## Фамилия
Хеленбург фон Глайхен-Тона се омъжва за граф Фридрих I фон Байхлинген († убит пр. 18 декември 1159). Той е роднина на Кристиан I фон Бух, архиепископ на Майнц (1160 – 1161, 1165 – 1183) и ерцканцлер на император Фридрих I Барбароса. Те имат децата:
- Райнбото († 5 май 1182/сл. 1188), граф на Байхлинген
- Фридрих II фон Байхлинген († декември 1189), граф на Байхлинген, женен за дъщеря на граф Адалберт III фон Баленщет († 1173) и внучка на Албрехт Мечката
- Херман I